# Reserva marina de Puerto Honduras
La Reserva marina de Puerto Honduras (en inglés: Port Honduras Marine Reserve) es una reserva marina protegida nacional en el distrito de Toledo de Belice. Se estableció en enero de 2000, y cubre 40.470 hectáreas (100.000 acres) de manglares y ecosistemas costeros. Abarca más de cien pequeños cayos, manglares flecos, con hábitats bentónicos que comprenden praderas de pastos marinos y arrecifes de fondo de franja suave.
La reserva está coadministrada por el Instituto Toledo basado en la comunidad para el Desarrollo y el Medio Ambiente, Se divide en dos zonas: Una zona de uso general, y una zona de conservación. 